# Blanquiceleste
Blanquiceleste Sociedad anónima fue una empresa privada argentina que se encargó del gerenciamiento de la sección futbolística del Racing Club de Avellaneda, así como también de su estadio y merchandising, desde el 29 de diciembre de 2000 hasta el 7 de julio de 2008.
La empresa prometió pagar la deuda que se había generado en la quiebra del club durante los años 1990. Sin embargo, la gestión fue criticada por los hinchas del equipo por su falta de compromiso, malos resultados, deudas, decisiones financieras pobres y alquiler del estadio a rivales de la institución.
Luego de una administración inestable, el club volvió elegir a sus presidentes luego de que se rescindiera el contrato a Blanquiceleste en 2008.

## Historia
Luego de la quiebra solicitada en el año 1999 por el expresidente del club Héctor Lalín el club pasó a ser dirigido por un órgano fiduciario con el juez Enrique Gorostegui a la cabeza para evitar la quiebra y sanear las finanzas, esto se logró gracias a la presión de los socios de Racing para implementar la Ley de Fideicomiso. Las propuestas de gerenciamiento de Grupo Hicks, Muse, Tate & Furst Incorporated y el Exxel Group fueron rechazadas.
En el año 2000 el empresario publicista Fernando Marín presenta un proyecto de gerenciamiento para sanear las finanzas del club y pagar toda la deuda en un plazo de 10 años.  El 29 de diciembre de ese año el proyecto es aceptado por Gorostegui y empieza a gerenciar Blanquiceleste, rechazando así la propuesta de gerenciamiento de las empresas Racing 2000 y Clavesol.
En 2001, luego de una pésima campaña, el club logra salvarse de jugar la promoción por el descenso tras dos partidos importantes contra Colón e Independiente. En ese mismo año, se lograría consagrar campeón del torneo local después de 35 años, con Reinaldo «Mostaza» Merlo como director técnico y su equipo de jugadores que seguían la filosofía del «Paso a paso».
En el año 2006 asume la presidencia de la gerenciadora Fernando de Tomaso a raíz de la presión de los hinchas por los malos resultados. Ese mismo año el eterno archirrival de Racing, Independiente, comenzó a alquilarle la cancha a Blanquiceleste. Esto generó rechazo e indignación en las gradas, en donde se comenzó a corear «la cancha no se alquila».
Durante los años 2007 y 2008 los hinchas, socios, agrupaciones y la llamada mesa de enlace realizan marchas multitudionarias en contra del gerenciamiento dado que se le conocían deudas, falta de pagos de sueldos, cheques rebotados y pedidos de quiebra. En 2007, particularmente Reinaldo Merlo, quien se encontraba nuevamente ejerciendo el cargo de director técnico en el club, dijo en conferencia de prensa que la gerenciadora «le había prometido un proyecto pero que no cumplió en nada» y que el presidente complotaba con los jugadores para no asegurar su continuidad.
Estas presiones, sumado a que durante esa campaña Racing acabó en los puestos de promoción (aunque salvándose milagrosamente del descenso), apurarían el proceso del fin del gerenciamiento, previsto para mediados del 2008 y elecciones a principios del 2009.
Héctor García Cuerva asume como el nuevo interventor, reemplazando a Nicolás Dilernia y pronunciando el siguiente discurso «Hoy mismo voy a presentarme ante el juzgado actuante y voy a pedirle la intimación al órgano fiduciario para que rescinda con causa el contrato de gerenciamiento, que reclame daños y perjuicios derivados de ese incumplimiento y como medida cautelar suspenda inmediatamente el cumplimiento del contrato y organice la administración de Racing Club a través del órgano fiduciario».
El interventor pide ante la justicia la suspensión del gerenciamiento. Esto se hace, pero la gerenciadora debe seguir cumpliendo sus obligaciones hasta fin de la temporada y luego sí terminar con el gerenciamiento. Fernando de Tomaso se opone a esto.
El 7 de julio de 2008 se le rescinde el contrato de gerenciamiento y horas después la justicia la declara en quiebra. De este modo, volvieron las comisiones directivas elegidas por los socios y el 21 de diciembre del 2008 con el 43% de los votos, es elegido Rodolfo Molina como nuevo presidente de Racing.

## Directores técnicos contratados
| N.º | Director técnico       | País      | Temporada   |
| --- | ---------------------- | --------- | ----------- |
| 1   | Reinaldo Merlo         | Argentina | 2001 - 2002 |
| 2   | Osvaldo Ardiles        | Argentina | 2002 - 2003 |
| 3   | Emilio Commisso*       | Argentina | 2002 - 2003 |
| 4   | Ángel Cappa            | Argentina | 2003 - 2004 |
| 5   | Miguel Colombatti*     | Argentina | 2003 - 2004 |
| 6   | Ubaldo Fillol          | Argentina | 2003 - 2004 |
| 7   | Guillermo Rivarola     | Argentina | 2004 - 2005 |
| 8   | Fernando Quiroz        | Argentina | 2005 - 2006 |
| 9   | Alberto Fanesi*        | Argentina | 2005 - 2006 |
| 10  | Diego Simeone          | Argentina | 2005 - 2006 |
| 11  | Reinaldo Merlo         | Argentina | 2006 - 2007 |
| 12  | Miguel Ángel Micó*     | Argentina | 2006 - 2007 |
| 13  | Gustavo Costas         | Argentina | 2007 - 2008 |
| 14  | Miguel Ángel Micó*     | Argentina | 2007 - 2008 |
| 15  | Claudio Cristofanelli* | Argentina | 2007 - 2008 |
| 16  | Juan Manuel Llop       | Argentina | 2007 - 2008 |

- Nota: Los técnicos en negrita fueron contratados para dirigir interinamente al menos 1 partido al equipo de Avellaneda.

## Torneos y copas internacionales disputadas en su gestión

### Campeonatos nacionales
| Título               | Sede      | Resultado     |
| -------------------- | --------- | ------------- |
| Torneo Clausura 2001 | Argentina | 5.ª posición  |
| Torneo Apertura 2001 | Argentina | Campeón       |
| Torneo Clausura 2002 | Argentina | 6.ª posición  |
| Torneo Apertura 2002 | Argentina | 6.ª posición  |
| Torneo Clausura 2003 | Argentina | 11.ª posición |
| Torneo Apertura 2003 | Argentina | 12.ª posición |
| Torneo Clausura 2004 | Argentina | 8.ª posición  |
| Torneo Apertura 2004 | Argentina | 10.ª posición |
| Torneo Clausura 2005 | Argentina | 3.ª posición  |
| Torneo Apertura 2005 | Argentina | 11.ª posición |
| Torneo Clausura 2006 | Argentina | 18.ª posición |
| Torneo Apertura 2006 | Argentina | 10.ª posición |
| Torneo Clausura 2007 | Argentina | 13.ª posición |
| Torneo Apertura 2007 | Argentina | 13.ª posición |
| Torneo Clausura 2008 | Argentina | 20.ª posición |

### Torneos internacionales
| Título                 | Sede     | Resultado        |
| ---------------------- | -------- | ---------------- |
| Copa Sudamericana 2002 | CONMEBOL | Cuartos de final |
| Copa Libertadores 2003 | CONMEBOL | Octavos de final |

## Palmarés
| N.º | Título           | Club        | País      | Año  | Director técnico |
| --- | ---------------- | ----------- | --------- | ---- | ---------------- |
| 1   | Primera División | Racing Club | Argentina | 2001 | Reinaldo Merlo   |